# Caserne Reymond
La caserne Reymond, baptisée à l'origine Pionierkaserne St.Privat, est une ancienne caserne du génie. Construite pendant l’annexion allemande en Lorraine, elle est située rue Franiatte, à Montigny-lès-Metz.

## Contexte historique
Alors que Metz devient un point stratégique majeur de l’empire allemand, l’état-major allemand poursuit les travaux de fortification entamés sous le Second Empire. De nombreuses casernes sont construites pour abriter la garnison allemande qui oscille entre 15 000 et 20 000 hommes au début de la période, et dépasse 25 000 hommes avant la Première Guerre mondiale. Dans cette pépinière de généraux, se côtoient des Bavarois aux casques à chenille, des Prussiens et des Saxons aux casques à pointe et aux uniformes vert sombre, ou encore des Hessois aux uniformes vert clair. Guillaume II, qui vient régulièrement dans la cité lorraine pour inspecter les travaux d’urbanisme et ceux des forts de Metz n’hésite pas à déclarer : « Metz et son corps d’armée constituent une pierre angulaire dans la puissance militaire de l’Allemagne, destinée à protéger la paix de l’Allemagne, voire de toute l’Europe. »

## Construction et aménagements
La caserne Reymond est construite à la fin du XIXe siècle, à Montigny-lès-Metz. À l’époque, elle est destinée au génie. Son emprise est de 4,2 hectares. L’ensemble est composé d’une dizaine de bâtiments autour d’un espace central de qualité.

## Affectations successives
Les bâtiments servent de lieu de casernement pour les troupes du XVIe Armeekorps jusqu’en 1919. Ils servent ensuite de caserne à l’armée française de 1919 à 1940. En 1938, la caserne est déjà occupée par l’armée de l’air française. En juin 1940, l’armée allemande réinvestit les lieux. En novembre 1944, l’armée française reprend ses quartiers dans la caserne. Aujourd’hui, la caserne, rebaptisée « Reymond », dépend de l’armée de l’air, mais devrait être désaffectée dans le courant de l'année 2013. L’agence d’urbanisme d’agglomérations de Moselle étudie actuellement un projet urbain visant à mettre en valeur les casernes désaffectées de l’agglomération.